# Incident de haute trahison
L'incident de haute trahison (大逆事件, Taigyaku Jiken), aussi appelé l'incident Kōtoku (幸徳事件, Kōtoku Jiken), est un complot socialo-anarchiste qui vise à assassiner l'empereur du Japon (Meiji) en 1910. Il conduit à des arrestations massives de partisans de gauche, la condamnation à mort de la quasi-totalité des personnes traduites en justice, et à l'exécution de douze conspirateurs en 1911.

## Histoire
Le 20 mai 1910, la police japonaise perquisitionne le domicile de Miyashita Takichi (1875-1911), un jeune employé d'une scierie de la préfecture de Nagano, et trouve du matériel pouvant être utilisé pour fabriquer des engins explosifs. Après enquête, la police arrête ses complices, Nitta Toru (1880-1911), Niimura Tadao (1887-1911), Furukawa Rikisaku (1884-1911) et Shūsui Kōtoku et son ex-épouse, l'autrice féministe Kanno Sugako. Après interrogatoire, la police met au jour ce que le bureau du procureur considère comme un complot à l'échelle nationale contre la monarchie japonaise. Pendant la suite de l'enquête, de nombreux partisans de gauche connus ou présumés sont interrogés dans tout le pays. 

### Procès et condamnations
Finalement, 25 hommes et une femme sont traduits en justice pour violation de l'article 73 du code criminel (nuire ou intention de nuire à l'empereur ou à un membre de la famille impériale). Quatre des accusés sont des moines bouddhistes. Le dossier est jugé à huis clos, et le procureur est Kiichirō Hiranuma.
Les preuves n'accablent que cinq personnes sur les vingt-six. Cependant, 24 des 26 accusés sont condamnés à mort par pendaison le 18 janvier 1911, et les deux derniers furent condamnés respectivement à 8 et 11 ans d'emprisonnement pour violation des lois sur les explosifs.
Le 19 janvier, un rescrit impérial commue la condamnation à mort de douze accusés en prison à vie. Parmi les 12 restants, 11 sont exécutés le 24 janvier. Parmi eux se trouvent Shūsui Kōtoku, un important anarchiste japonais, Ōishi Seinosuke, un médecin, et Uchiyama Gudō, le seul des prêtres bouddhistes à être exécuté. Le dernier des condamnés, la seule femme, Kanno Sugako, est exécutée le lendemain.

### Conséquences
L'affaire est très largement utilisée comme prétexte par la police pour réprimer les dissidents politiques. Seules cinq ou six des personnes exécutées ont en fait quelque chose à voir dans le complot visant à assassiner l'empereur. Même le plus connu, Shūsui Kōtoku, n'a jamais été impliqué dans la préparation du complot mais sa réputation d'anarchiste joue contre lui.
L'incident de haute trahison est à mettre en relation directe avec l'incident du drapeau rouge de 1908. Au cours de l'enquête, des anarchistes arrêtés et condamnés lors de cet incident précédent sont interrogés pour savoir s'ils ont participé au complot, notamment Sakae Ōsugi, Toshihiko Sakai et Yamakawa Hitoshi. Le fait qu'ils sont déjà en prison en sauve beaucoup d'accusations supplémentaires. Kanno Sugako, qui n'est pas reconnue coupable lors de l'incident du drapeau rouge, est arrêtée, jugée et condamnée à mort pour l'incident suivant. 
L'incident de haute trahison crée un changement dans les milieux intellectuels de la fin de l'ère Meiji et amène à plus de contrôle et de répression policière vis-à-vis des idées politiques jugées potentiellement dangereuses. Il est souvent cité comme l'un des facteurs ayant conduit à la promulgation des lois de préservation de la paix.
Une demande pour un nouveau procès est déposée après la Seconde Guerre mondiale mais elle est rejetée par la cour suprême en 1967.